# Корнилов, Владимир Трофимович
Владимир Трофимович Корнилов (5 ноября 1923, Самара, СССР — 12 апреля 1983) — советский футболист, вратарь. Мастер спорта СССР (1951).

## Биография
Заниматься футболом начал в 1938 году. На заводе имени Масленникова работал токарем, награждён медалью «За доблестный труд в годы Великой Отечественной войны».
В 1948 из спортобщества «Трактор» пришёл в команду «Крылья Советов», за которую играл всю карьеру до 1956 года. Провёл 120 матчей в чемпионате СССР, 18 — в Кубке СССР и 1 — международный. Всего пропустил 135 голов. В 1951 году отстоял в воротах все 28 матчей, в этом сезоне команда заняла 4 место. В 1953 в составе ленинградского «Зенита» участвовал в турне по Норвегии и Финляндии.
Будучи игроком, окончил педагогический техникум. После окончания карьеры работал тренером в спортклубе «Заря», но затем ушёл на завод «Металлист», где работал диспетчером. Из-за астмы досрочно вышел на пенсию по инвалидности. Скончался за полгода до 60-летия.

## Достижения
- Финалист Кубка СССР — 1953.
- № 2 в списке 33 лучших футболистов СССР — 1952.